# Kościół Trójcy Świętej w Choruli
Kościół Trójcy Świętej – rzymskokatolicki kościół filialny w Choruli. Świątynia należy do parafii Najświętszego Serca Pana Jezusa w Kątach Opolskich w dekanacie Kamień Śląski, diecezji opolskiej.

## Historia kościoła
Kościół w Choruli został wybudowany w latach 1983–1985, z inicjatywy ówczesnego proboszcza parafii w Kątach Opolskich księdza Gerharda Sobotty. Kamień węgielny pod budowę kościoła poświęcił 26 czerwca 1983 roku kardynał Joseph Ratzinger, późniejszy papież Benedykt XVI.